# Камбре (округ)
Камбре (фр. Cambrai) — округ (фр. Arrondissement) во Франции, один из округов в регионе О-де-Франс. Департамент округа — Нор. Супрефектура — Камбре.
Население округа на 2019 год составляло 160 208 человек. Плотность населения составляет 178 чел./км². Площадь округа составляет 901,6 км².

## Состав
Кантоны округа Камбре (после 22 марта 2015 года):
- Камбре
- Като-Камбрези
- Кодри

Кантоны округа Камбре (до 22 марта 2015 года):
- Камбре-Вест
- Камбре-Эст
- Карньер
- Като-Камбрези
- Клари
- Маркуэн
- Солем